# Ɔ̰
Cette page contient des caractères spéciaux ou non latins. S’ils s’affichent mal (▯, ?, etc.), consultez la page d’aide Unicode.
Ɔ̰ (minuscule : ɔ̰), appelé o ouvert tilde souscrit, est un graphème utilisé dans l’écriture du mbelime et du nateni.
Il s’agit de la lettre o ouvert diacritée d’un tilde souscrit.

## Représentations informatiques
L’o ouvert tilde souscrit peut être représenté avec les caractères Unicode suivants :
- décomposé (latin étendu B, Alphabet phonétique international, diacritiques)[1],[2],[3] :

| formes    | représentations | chaînes de caractères | points de code | descriptions                                                |
| --------- | --------------- | --------------------- | -------------- | ----------------------------------------------------------- |
| capitale  | Ɔ̰               | Ɔ◌̰                    | U+0186 U+0330  | lettre majuscule latine o ouvert diacritique tilde souscrit |
| minuscule | ɔ̰               | ɔ◌̰                    | U+0254 U+0330  | lettre minuscule latine o ouvert diacritique tilde souscrit |

## Sources
1. ↑  (en) «  Latin Extended-B[0180] », dans The Unicode Standard, version 16.0), 2024 (lire en ligne)
2. ↑  (en) «  IPA Extensions[0250] », dans The Unicode Standard, version 16.0), 2024 (lire en ligne)
3. ↑  (en) «  Combining Diacritical Marks[0300] », dans The Unicode Standard, version 16.0), 2024 (lire en ligne)